# Texas Historical Commission

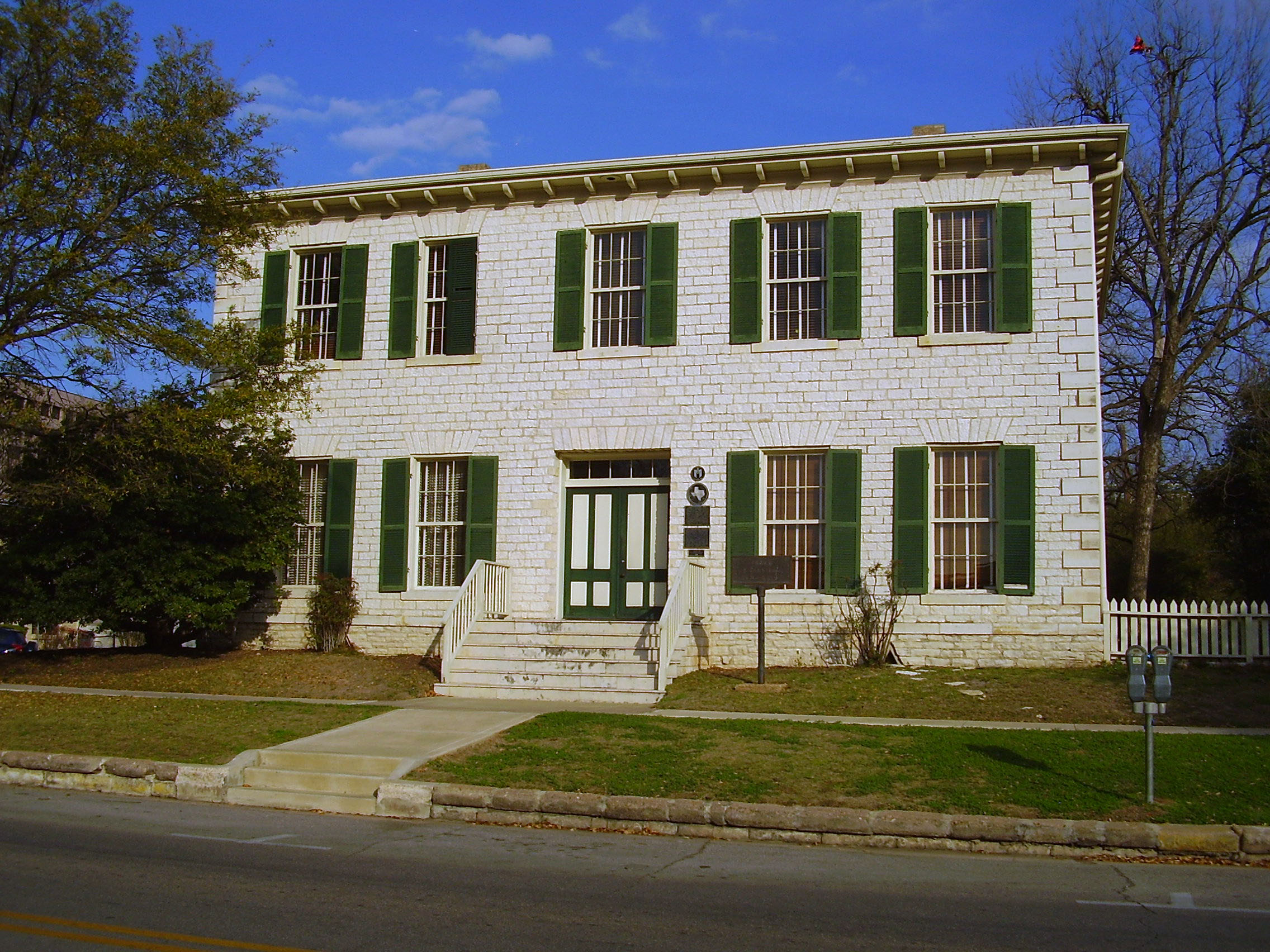
Un edificio dell'Austin Complex.

La Texas Historical Commission è un ente governativo statunitense dedicato alla preservazione del patrimonio storico all'interno dello Stato del Texas. Fra gli altri gestisce il National Register of Historic Places per quanto riguarda i siti presenti in questo Stato.
L'ente ha sede nell'Austin Complex, ad Austin.